# 2020年日本週末興行成績1位の映画の一覧
本項目は、2020年の日本全国での各週末（土・日）における興行成績1位の映画の一覧である。
観客動員数1位の映画の一覧であり、観客動員数1位と興行収入1位とが異なる映画の週は備考欄に記した。ただし、週末興行収入額が全作品で発表されているわけではないため、書き漏れている週末興行収入1位がある可能性もある。

## 一覧
| #  | 週末日付          | 日本週末観客動員数1位の映画                               | 週末観客動員数 | 週末興行収入     | 備考 | 出典                        |
| -- | ----------------- | --------------------------------------------------------- | -------------- | ---------------- | --- | --------------------------- |
| 1  | 1月4日、5日       | アナと雪の女王2                                           | 038万2000人    | 04億9600万0000円 | | [ 1 ] [ 2 ] [ 3 ]           |
| 2  | 1月11日、12日     | アナと雪の女王2                                           | 026万5000人    | 03億4500万0000円 | 興行収入は『カイジ ファイナルゲーム』が1位（24万8000人、3億6200万円）で、本作は2位。 | [ 4 ] [ 5 ] [ 6 ]           |
| 3  | 1月18日、19日     | アナと雪の女王2                                           | 015万9000人    | 02億0600万0000円 | 興行収入は『カイジ ファイナルゲーム』が1位（15万4000人、2億2500万円）で、本作は2位。 | [ 7 ] [ 8 ] [ 9 ]           |
| 4  | 1月25日、26日     | キャッツ                                                  | 019万0000人    | 02億6200万0000円 | 24日(初日)から3日間の成績は、動員26万人、興収3億5000万円。 | [ 10 ] [ 11 ] [ 12 ]        |
| 5  | 2月1日、2日       | AI崩壊                                                    | 016万5000人    | 02億2500万0000円 | 1月31日(初日)から3日間の成績は、動員21万3617人、興収2億6656万円。 | [ 13 ] [ 14 ] [ 15 ]        |
| 6  | 2月8日、9日       | ヲタクに恋は難しい                                        | 016万9000人    | 02億2900万0000円 | 7日(初日)から3日間の成績は、動員22万人、興収3億円。 | [ 16 ] [ 17 ] [ 18 ]        |
| 7  | 2月15日、16日     | パラサイト 半地下の家族                                   | 025万9000人    | 03億7200万0000円 | 公開6週目。 | [ 19 ] [ 20 ] [ 21 ]        |
| 8  | 2月22日、23日     | パラサイト 半地下の家族                                   | 020万4000人    | 02億9400万0000円 | | [ 22 ] [ 23 ] [ 24 ]        |
| 9  | 2月29日、3月1日   | パラサイト 半地下の家族                                   | 012万8000人    | 01億6600万0000円 | | [ 25 ] [ 26 ] [ 27 ]        |
| 10 | 3月7日、8日       | Fukushima 50                                              | 010万6000人    | 01億4300万0000円 | | [ 28 ] [ 29 ] [ 30 ]        |
| 11 | 3月14日、15日     | Fukushima 50                                              | 08万2000人     | 01億0800万0000円 | | [ 31 ] [ 32 ] [ 33 ]        |
| 12 | 3月21日、22日     | ハーレイ・クインの華麗なる覚醒 BIRDS OF PREY              | 08万1000人     | 01億2300万0000円 | | [ 34 ] [ 35 ] [ 36 ]        |
| 13 | 3月28日、29日     | 一度死んでみた                                            | N/A            | N/A              | 詳細な数字は不明だが、週末2日間の成績は前週比55％近くの減となった。 興行収入は「ハーレイ・クインの華麗なる覚醒 BIRDS OF PREY」が1位(詳細な数字は不明だが、週末2日間の成績は前週比で66％近くの減)で、本作は2位。 | [ 37 ] [ 38 ] [ 39 ]        |
| 14 | 4月4日、5日       | ハーレイ・クインの華麗なる覚醒 BIRDS OF PREY              | N/A            | N/A              | 詳細な数字は不明だが、上位10作品の成績は前週比でそれぞれ63％～75％前後のマイナスとなり、前年の同時期と比べると、上位の合計成績は約90％のマイナスとなった。 | [ 40 ] [ 41 ] [ 42 ]        |
| 15 | 4月11日、12日     | ハーレイ・クインの華麗なる覚醒 BIRDS OF PREY              | N/A            | N/A              | | [ 43 ] [ 44 ] [ 45 ]        |
| 20 | 5月16日、17日     | 心霊喫茶「エクストラ」の秘密-The Real Exorcist-           | N/A            | N/A              | 14日に37県の緊急事態宣言解除の発表がされ、約100館規模で映画館の営業が再開したため、1ヶ月ぶりにランキングの発表が再開。通常と比較して約4分の1程度の映画館が今回の集計対象となり、休業前に公開されていた作品に加え、「天気の子」、「君の名は。」、「シン・ゴジラ」などアンコール上映されている旧作もランクインした。                                                   | [ 46 ] [ 47 ]               |
| 21 | 5月23日、24日     | 心霊喫茶「エクストラ」の秘密-The Real Exorcist-           | N/A            | N/A              | | [ 48 ] [ 49 ]               |
| 22 | 5月30日、31日     | 心霊喫茶「エクストラ」の秘密-The Real Exorcist-           | N/A            | N/A              | | [ 50 ] [ 51 ]               |
| 23 | 6月6日、7日       | 心霊喫茶「エクストラ」の秘密-The Real Exorcist-           | N/A            | N/A              | | [ 52 ] [ 53 ]               |
| 24 | 6月13日、14日     | 心霊喫茶「エクストラ」の秘密-The Real Exorcist-           | N/A            | N/A              | | [ 54 ] [ 55 ]               |
| 25 | 6月20日、21日     | ドクター・ドリトル                                        | 08万1500人     | 01億1300万0000円 | 19日(初日)から3日間の成績は、動員10万7000人、興収1億4800万円。 | [ 56 ] [ 57 ]               |
| 26 | 6月27日、28日     | 千と千尋の神隠し                                          | N/A            | N/A              | 26日から「一生に一度は、映画館でジブリを。」と銘打ち、「もののけ姫」(2位)、「風の谷のナウシカ」(3位)、「ゲド戦記」(9位)とともに全国372館で再上映されたためランクイン。旧作はランキングの対象としていないが、今回は新作の数が少なく、動員数が前年同期の3割に届いていないこともあり、配給元と協議し、異例の集計対象となった。 26日からの3日間の成績は興収1億1853万円。 | [ 60 ] [ 61 ] [ 62 ]        |
| 27 | 7月4日、5日       | 千と千尋の神隠し                                          | N/A            | N/A              | | [ 63 ] [ 64 ]               |
| 28 | 7月11日、12日     | 千と千尋の神隠し                                          | N/A            | N/A              | | [ 65 ] [ 66 ]               |
| 29 | 7月18日、19日     | 今日から俺は!!劇場版                                      | 048万6000人    | 06億3100万0000円 | 17日(初日)から3日間の成績は、動員60万5000人、興収7億8800万円。 | [ 67 ] [ 68 ] [ 69 ]        |
| 30 | 7月25日、26日     | 今日から俺は!!劇場版                                      | 038万9000人    | 04億9600万0000円 | | [ 70 ] [ 71 ]               |
| 31 | 8月1日、2日       | 今日から俺は!!劇場版                                      | 023万1000人    | 02億7600万0000円 | | [ 72 ] [ 73 ]               |
| 32 | 8月8日、9日       | 映画ドラえもん のび太の新恐竜                             | 033万4000人    | 04億1300万0000円 | 7日(初日)から10日(祝日)まで4日間の成績は、動員63万人、興収7億6100万円。 | [ 74 ] [ 75 ]               |
| 33 | 8月15日、16日     | 劇場版 Fate/stay night [Heaven's Feel] III.spring song    | 027万0000人    | 04億7500万0000円 | | [ 76 ] [ 77 ]               |
| 34 | 8月22日、23日     | 糸                                                        | 017万1000人    | 02億3400万0000円 | 12日(先行上映)と21日(初日)から4日間の成績は、動員27万8000人、興収3億7300万円。 | [ 78 ] [ 79 ]               |
| 35 | 8月29日、30日     | 事故物件 恐い間取り                                       | 026万3000人    | 03億5800万0000円 | 28日(初日)から3日間の成績は、動員34万3000人、興収4億6500万円。 | [ 80 ] [ 81 ]               |
| 36 | 9月5日、6日       | 事故物件 恐い間取り                                       | 019万0000人    | 02億5500万0000円 | | [ 82 ] [ 83 ]               |
| 37 | 9月12日、13日     | クレヨンしんちゃん 激突! ラクガキングダムとほぼ四人の勇者 | 021万2000人    | 02億6200万0000円 | 11日(初日)から3日間の成績は、動員23万4000人、興収2億8900万円。 | [ 84 ] [ 85 ]               |
| 38 | 9月19日、20日     | TENET テネット                                            | 020万0000人    | 03億2700万0000円 | 18日(初日)から22日まで5日間の成績は、動員46万8000人、興収7億5000万円。 | [ 86 ] [ 87 ]               |
| 39 | 9月26日、27日     | TENET テネット                                            | 014万5000人    | 02億4600万0000円 | | [ 88 ] [ 89 ]               |
| 40 | 10月3日、4日      | 浅田家!                                                   | 012万6000人    | 01億7200万0000円 | 2日(初日)から3日間の成績は、動員20万人、興収2億8000万円。 興行収入は『TENET テネット』が1位（12万2000人、2億1000万円）で、本作は2位。 | [ 90 ] [ 91 ]               |
| 41 | 10月10日、11日    | TENET テネット                                            | 010万1000人    | 01億7000万0000円 | | [ 92 ] [ 93 ]               |
| 42 | 10月17日、18日    | 劇場版「鬼滅の刃」無限列車編                              | 250万9986人    | 33億5439万2750円 | 16日は動員91万507人、興収12億6872万4700円、17日は動員127万234人、興収17億172万3350円、18日は動員123万9752人、興収16億5266万9400円。 16日(初日)から3日間の成績は、動員342万493人、興収46億2311万7450円。 この成績は平日における日本国内で公開された映画の動員・興収、土日における日本国内で公開された映画の動員・興収で歴代1位となった。                              | [ 94 ] [ 95 ] [ 96 ] [ 97 ] |
| 43 | 10月24日、25日    | 劇場版「鬼滅の刃」無限列車編                              | 227万2836人    | 30億4144万8750円 | 24日は動員111万5182人、興収15億94万4600円、25日は動員115万7654人、興収15億4050万4150円。 16日(初日)から10日間の成績は、動員798万3442人、興収107億5423万2550円をあげて、『千と千尋の神隠し』が打ち立てた25日間を上回る興収100億円突破の日本最速記録を更新した。 | [ 98 ] [ 99 ] [ 100 ]       |
| 44 | 10月31日、11月1日 | 劇場版「鬼滅の刃」無限列車編                              | 202万8283人    | 24億9866万7150円 | 31日は動員88万7893人、興収12億1231万2550円、11月1日は動員114万390人、興収12億8635万4600円。 | [ 101 ] [ 102 ] [ 103 ]     |
| 45 | 11月7日、8日      | 劇場版「鬼滅の刃」無限列車編                              | 129万5793人    | 17億7292万5900円 | 7日は動員62万8614人、興収8億6382万7750円、8日は動員66万7179人、興収9億909万8150円。 | [ 104 ] [ 105 ] [ 106 ]     |
| 46 | 11月14日、15日    | 劇場版「鬼滅の刃」無限列車編                              | 114万7404人    | 15億2165万7050円 | 14日は動員61万1418人、興収7億9534万3500円、15日は動員53万5986人、興収7億2631万3550円。 | [ 107 ] [ 108 ] [ 109 ]     |
| 47 | 11月21日、22日    | 劇場版「鬼滅の刃」無限列車編                              | 074万8041人    | 10億3234万5100円 | 21日は動員31万4726人、興収4億3960万6550円、22日は動員43万3315人、興収5億9273万8550円。 | [ 110 ] [ 111 ] [ 112 ]     |
| 48 | 11月28日、29日    | 劇場版「鬼滅の刃」無限列車編                              | 071万2048人    | 10億0450万3700円 | 28日は動員39万2017人、興収5億5644万3300円、29日は動員32万31人、興収4億4806万450円。 | [ 113 ] [ 114 ] [ 115 ]     |
| 49 | 12月5日、6日      | 劇場版「鬼滅の刃」無限列車編                              | 046万5850人    | 06億5551万9250円 | 5日は動員22万5976人、興収3億1901万3550円、6日は動員23万9874人、興収3億3650万5700円。 | [ 116 ] [ 117 ] [ 118 ]     |
| 50 | 12月12日、13日    | 劇場版「鬼滅の刃」無限列車編                              | 065万5310人    | 09億3941万1200円 | 12日は動員40万7286人、興収5億8840万8200円、13日は動員24万8024人、興収3億5100万3000円。 | [ 119 ] [ 120 ] [ 121 ]     |
| 51 | 12月19日、20日    | 劇場版「鬼滅の刃」無限列車編                              | 028万1848人    | 03億9041万5450円 | 19日は動員13万3068人、興収1億8778万8050円、20日は動員14万8780人、興収2億262万7400円。 | [ 122 ] [ 123 ] [ 124 ]     |
| 52 | 12月26日、27日    | 劇場版「鬼滅の刃」無限列車編                              | 057万5640人    | 09億0861万8200円 | 26日は動員35万5697人、興収5億5458万3650円、27日は動員21万9943人、興収3億5303万4550円。 10月16日(初日)から73日間の成績は、動員2404万9907人、興収324億7889万5850円をあげて、『千と千尋の神隠し』が打ち立てた歴代最高興収(316億8000万円)の日本記録を更新した。 | [ 125 ] [ 126 ] [ 127 ]     |

特記：4月18日・19日から5月9日・10日までについては、新型コロナウイルス感染症の感染拡大や政府によって4月16日に発令された全国への緊急事態宣言を受け、全国の映画館のほとんどが休館したためランキング集計を中止した。このため、ソートボタンに支障が出ぬよう、表から除外している。

## 特別料金等
上記の表（備考含む）の作品のうち、以下に挙げる作品は特別料金を含む上映も行われた。特別料金も興行収入の金額に含まれる。
- IMAX
  - アナと雪の女王2
  - キャッツ
  - ハーレイ・クインの華麗なる覚醒 BIRDS OF PREY
  - ドクター・ドリトル
  - TENET テネット
  - 劇場版「鬼滅の刃」無限列車編
- ドルビーシネマ
  - アナと雪の女王2
  - Fukushima 50
  - ハーレイ・クインの華麗なる覚醒 BIRDS OF PREY
  - ドクター・ドリトル
  - TENET テネット
- 3D映画

- 4D映画（4DX/MX4D方式）
  - アナと雪の女王2
  - ハーレイ・クインの華麗なる覚醒 BIRDS OF PREY
  - ドクター・ドリトル
  - TENET テネット
  - 劇場版「鬼滅の刃」無限列車編 (12月26日以降)

以下の映画は、映倫によるレイティングの対象となり、年齢による入場制限が行われた。
- R18+ (18歳未満の鑑賞を禁止)
- R15+ (15歳未満の鑑賞を禁止)
- PG12 (小学生には成人保護者の助言・指導が必要)
  - パラサイト 半地下の家族
  - ハーレイ・クインの華麗なる覚醒 BIRDS OF PREY
  - 劇場版「鬼滅の刃」無限列車編